# حارة الساحمي (الكود)
 الساحمي هي إحدى حارات حي ناجي بمدينة الكود التابعة لمحافظة أبين، بلغ تعداد سكانها 95 نسمة حسب تعداد اليمن لعام 2004.